# Onitis humerosus
Onitis humerosus är en skalbaggsart som beskrevs av Peter Simon Pallas 1771. Onitis humerosus ingår i släktet Onitis och familjen bladhorningar. Inga underarter finns listade i Catalogue of Life.